# Piaski Kunowskie
Piaski Kunowskie – część miasta Kunów położona w województwie świętokrzyskim w powiecie ostrowieckim w gminie Kunów.
W latach 1975–1998 miejscowość administracyjnie należała do województwa kieleckiego.